# 照會精神醫學
照會精神醫學（Liaison psychiatry）也稱為諮商精神醫學（consultative psychiatry）或照會-諮商精神醫學（consultation-liaison psychiatry）是精神醫学的子專科，著重在內科學和精神醫学重疊的部份，一般是在醫院或是醫療環境中出現的。照會-諮商精神醫師的角色是因應治療內外科醫師（或團隊）的需求，去察看患者的共病情形。照會-諮商精神醫學中有些部份和身心医学、健康心理学及神經精神醫學等學科有重疊之處。

## 外部連結
- Academy of Consultation-Liaison Psychiatry （页面存档备份，存于）
- American Psychosomatic Society （页面存档备份，存于）
- European Association of Psychosomatic Medicine （页面存档备份，存于）
- The Royal College of Psychiatrists - Faculty of Liaison Psychiatry （页面存档备份，存于）
- Centre for Mental Health research into liaison psychiatry services in the UK